# Głuszyna-Podlas
Głuszyna-Podlas (Koniec Świata) – część wsi Głuszyna w Polsce, położona w województwie wielkopolskim, w powiecie ostrzeszowskim, w gminie Kraszewice.
W latach 1975–1998 Głuszyna-Podlas administracyjnie należała do województwa kaliskiego.
Alternatywną nazwą miejscowości jest Koniec Świata.
Znajdują się tam dwa gospodarstwa.